# Dattasca orientalis
Dattasca orientalis är en insektsart som först beskrevs av Datta och Soumyendra Nath Ghosh 1973.  Dattasca orientalis ingår i släktet Dattasca och familjen dvärgstritar. Inga underarter finns listade i Catalogue of Life.